# Війна цілителя
«Війна цілителя» (англ. The Healer's War) — науково-фантастичний роман американської письменниці Елізабет Ен Скарборо, опублікований 1988 року.

## Сюжет
Кітті Мак-Куллі — 21-річна медсестра з Канзасу. З початком війни у В'єтнамі у патріотичному запалі вона вирушила до польового госпіталю, де щодня натикалася жахи війни та військову бюрократію. Там вона зустрічає мудрого, але дивного чоловіка, на ім'я Ксе. У сестринській діяльності Кітті допоможуть загадкові властивості оберега, подаровані Ксе. Цей амулет дозволяє медсестрі бачити «ауру» оточуючих людей, а отже, краще розуміти та бачити їх інтимні подробиці. Ця здібність приводить її дивну подорож по джунглях у супроводі однорукого хлопця та напівбожевільного солдата. Наприкінці цієї поїздки Кітті знайде внутрішнє спокій перед обличчям безумства чоловіків та безглуздістю деяких своїх вчинків.

## Нагороди та відзнаки
Книга отримала премію «Неб'юла» за найкращий роман 1989 року.